# 올리비에 시트뤼크
올리비에 시트뤼크(프랑스어: Olivier Sitruk, 1970년 12월 25일~)는 프랑스의 배우, 영화 프로듀서이다.

## 작품 목록

### 영화
- 모로코 요리사: 타제카 (2018년)
- 베니스에 눈이 내리면 (2016년)
- 투 스퀘어 (2015년)
- 땡크 갓! (2015년)
- 24일 (2014년) - 래피 역
- 부서진 (2008년)
- 바이블 코드 (2008년) - 사이몬 역
- 코코 샤넬 (2008년)
- 그랑 롤 (2004년)
- 비상전투구역 (2002년)
- 라빠 (1995년)